# Venus verrucosa
Il tartufo o noce (Venus verrucosa) è un mollusco bivalve della famiglia Veneridae.

## Habitat e distribuzione
Questo bivalve cresce nelle mattes delle praterie di Posidonia oceanica e altre fanerogame marine; la raccolta effettuata tramite draghe provoca spesso il danneggiamento anche grave delle  praterie.

Venus verrucosa verrucosa Destra
Venus verrucosa verrucosa Sinistra

Venus verrucosa simulans Destra
Venus verrucosa simulans Sinistra